# Издательское дело в Древнем Риме
Изда́тельское де́ло в Дре́внем Ри́ме достаточно хорошо известно из литературных источников «Золотого века латинской литературы», и служит основой для реконструкции рукописного книгоиздания в Античности вообще. «Тиражирование» рукописных книг-свитков и кодексов осуществлялось схожим образом на всём протяжении Античности и Средних веков, вплоть до появления книгопечатания. Разница, по-видимому, заключалось в том, что из античного скриптория выпускались не единичные экземпляры, тогда как в средневековом монастырском скриптории преобладало индивидуальное копирование. Не сохранилось никаких сведений о работе античных скрипториев, о них судят по косвенным данным, поскольку в античности существовала развитая книжная торговля, при которой владелец книжной лавки, зачастую одновременно являющийся и издателем, выходил на книжный рынок не с единичным экземпляром.
Ни одна античная книга не дошла до нашего времени в виде архетипа, то есть экземпляра, изготовленного автором или его доверенными лицами. Как правило, рукописи античных книг, лежащие в основе современных изданий, отделены от самых древних копий, сделанных с оригинала, большим количеством промежуточных списков. Очень редко встречаются рукописи, которые были бы древнее XIII или XIV века.

## Принципы издательского дела
Понятие «издания» (лат. ecdosis) происходит из греческого языка, и состоит из приставки «эк» («из») и производного от глагола «дидоми», — «давать» — русское слово «издавать» является точной калькой. Процесс издания был принципиально простым: автор лично или его доверенное лицо изготовлял эталонный оригинал литературного произведения, который назывался «архетипом» (синонимы — «автограф» или «идиограф»). Далее с него снимались копии по заказу или на рынок. Размножение текстов осуществлялось следующим образом: в рабочем помещении сидели несколько профессиональных переписчиков, которым чтец медленно читал вслух по оригиналу. Таким образом можно было создать столько экземпляров текста, сколько писцов находилось в помещении. Такой метод привносил ошибки в текст, когда писец мог не расслышать чтеца, а также когда встречались омофоны, — писец чаще всего не вдумывался в смысл текста. После окончания работы изготовленные рукописи проверялись корректором. Писали сидя, положив свиток или кодекс на колено. Законченные экземпляры проверялись автором или корректором, текст старались делать одинаковым во всех экземплярах одной и той же книги, чтобы корректору было легче контролировать качество переписанного. В колофоне отредактированного текста ставилось слово др.-греч. διώρθωται, «исправлено». Выверенные экземпляры поступали в продажу или дарились автором, если издание не преследовало коммерческих целей. Наиболее распространённым термином для обозначения копии был «антиграф» (употреблялся также термин «апограф»). Такой метод книгоиздания выработался, предположительно, в античной Александрии в эллинистический период.
Чаще всего за издание книг брались книготорговцы, организующие собственные предприятия, скриптории. Это были ремесленные мастерские, но труд работавших в скрипториях требовал особенно высокой квалификации. Об организации труда в античных скрипториях никаких известий не сохранилось. Скриптории были мелкими предприятиями, для которых «тираж» в сотню экземпляров должен был считаться очень крупным. При этом выпуск литературного произведения в скриптории мог продолжаться до бесконечности, до полного насыщения рынка. Состоятельные люди, желавшие пополнить свою библиотеку, организовывали домашний скрипторий из грамотных рабов, обладавших достаточной квалификацией, как у Цицерона.

## Авторское право
На протяжении всей античной эпохи отношения между автором и издателем (книготорговцем) ничем не регулировались и авторского права не существовало. Книги могли издаваться всеми желающими, без ведома и контроля автора, что вело к увеличению числа неквалифицированно изданных книг, полных ошибок и пропусков текста. Поэтому потребность в эталонных экземплярах возникла сравнительно рано. Естественно, что копии с авторского оригинала могли быть только прижизненными. После смерти автора, когда оригинал мог оказаться утерянным, издания осуществлялись с лучших копий, наиболее точно передающих оригинал. Ценность таких копий определяли учёные-грамматики; гарантией качества также могло быть имя авторитетного издателя, из скриптория которого выходили книги, завоевавшие всеобщее признание. Автор при этом не всегда выпускал в свет своё произведение целиком. Так, из сообщения Авла Геллия (XIV, 3) известен анекдот, что Платон выпускал в свет «Государство» частями (вначале были выпущены две первые книги).
В александрийскую эпоху при издании сочинений автора, жившего несколькими столетиями ранее, ставилась задача восстановления архетипа, то есть такого эталона, который возможно близко к оригиналу передавал бы авторский архетип. Занимавшиеся этим александрийские учёные фактически создали текстологию. Процесс подготовки выверенного и исправленного оригинала и конечный результат, получаемый в процессе работы, назывался диортозой (др.-греч. διορθώσις), чему в латинском языке наиболее близко соответствовал термин «рецензия» (лат. recensio). Значение и греческого и латинского термина близки по смыслу к тому, что сейчас называется редакцией текста, но включают в себя понятие издания как такового.
В античности различались также изданные произведения и частные списки. Книги, вышедшие из скриптория, писались чётким каллиграфическим почерком и делились на части согласно изначально установленному принципу. По-видимому, в них указывалось имя издателя или рецензента, которое служило «маркой фирмы». Частный список изготовлялся в единственном экземпляре и был копией когда-то изданной книги. Он мог делиться на части (книги, свитки), начало и конец которых ничем и никем не определялись. Частный список мог быть и опистографом, то есть писался на оборотной стороне уже однажды использованного папируса. Как правило, частный список изготовлялся небрежно, писался беглым письмом (курсивом), не подвергался отделке и редактированию. В частном списке допускались сокращенные написания слов, рассчитанные на индивидуальное чтение. Однако разница между изданной книгой и частным списком не была резкой — могли существовать частные списки, изготовленные столь же тщательно, как и изданные книги, особенно тогда, когда эти копии предназначались для богатых людей.
Автор заранее отбирал труды, предназначенные для издания: это были работы, которые он считал законченными как с точки зрения формы, так и с точки зрения содержания. Известно, что Аристотель делал чёткое различие между им изданными, или предназначенными для широкой публики, «экзотерическими» (внешними) сочинениями, и неизданными, «эндотерическими» (внутренними) работами. Аристотель издавал свои книги при жизни, как можно заключить из одного замечания в «Поэтике», где говорится об «изданных» произведениях философа (Poet., 1454 B, 17). По-видимому, они же имеются в виду, когда Аристотель говорит о своих книгах, оказавшихся «во всеобщем обращении» (De an., I, 407 B, 29).
Труды, не издававшиеся автором или оставшиеся неизданными после его смерти, обычно назывались анекдотой (др.-греч. ἀνέκδοτος). Цицерон, всегда проявлявший заботу об издании своих сочинений, однажды написал своему другу и издателю Аттику: «Поэтому я буду писать анекдоты, которые я буду читать одному тебе…» (Ad Att., II, 6). Оратор имел в виду, что более не будет публиковать своих сочинений. Живший во II веке н. э. врач Гален вообще воздерживался от публикации своих работ, и только друзьям, отправлявшимся в далёкое путешествие и просившим его о тексте, где содержались бы основы его учения, изредка дарил свои труды. Часть его рукописей была похищена, затем они были изданы другими людьми. По-видимому, рабы Галена, похитившие его сочинения, знали об их истинной ценности, как и те люди, которые позже издали его труды.
Хотя античность не знала понятия авторского права, существовало понятие литературной собственности. Аристофан неоднократно упрекал своих соперников в плагиате (что не мешало ему самому пользоваться мотивами своих предшественников и современников — Кратина, Эвполида и других). Филострат Александрийский обвинял Софокла в заимствованиях из трагедий Эсхила, точно так же, как самого Эсхила — в заимствованиях у Фриниха.

## Специфика римского книгоиздания и книжной торговли
Первым римским предпринимателем, профессионально занявшимся книжной торговлей, был Тит Помпоний Аттик, более всего известный как издатель сочинений Цицерона, что неоднократно упоминается в цицероновых письмах (Ad. Att., I, 10; II, 4, 1, и т. д.). Как можно понять из переписки с Цицероном, он занимался перепродажей целых библиотек. В доме у Цицерона работали люди Аттика — Дионисий и Менофил, — судя по именам, — греки. Возможно, они были работниками скриптория, принадлежавшего Аттику и находившегося в Афинах. Характерно, что издательским центром того времени были Афины, в архиве которых хранились государственные эталоны классических произведений древнегреческой литературы, и жили многочисленные образованные люди, профессионально занимавшиеся филологией и сверкой текстов. Сам Аттик так хорошо говорил на аттическом диалекте, что его принимали за афинского уроженца, что и отразилось в его когномене. Традиция донесла репутацию «копий Аттика» (др.-греч. Ἀττικιανὰ ἀντίγραφα), которые упоминаются в качестве образцовых изданий у лексикографа Гарпократиона (19, 24), у Лукиана («Против невежды»); последний писал о великолепных изданиях «прославленного» Аттика. В сочинении Галена, посвящённом медицинским проблемам, связанным с диалогом Платона «Тимей», упоминается издание Платона, принадлежавшее Аттику (копией с которого пользовался Гален). «Аттикианы», то есть издания Аттика, упоминаются в конце одного из кодексов «Филиппик» Демосфена, где отмечается: «Выверено и исправлено по двум Аттикианам». Сопоставление двух авторитетных копий позволяло получить не менее авторитетную третью. Лукиан в том же сочинении «Против невежды» называл имя другого известного издателя этого времени — Каллина. Книги, выпущенные из его скриптория, отличались особой красотой отделки, тогда как издания Аттика славились точностью и тщательностью выверки текста.
Рабы, занимавшиеся изготовлением книг, в Риме обычно назывались «либрариями». Вместе с ними работали «глютинаторы» — склейщики, занимавшиеся технической стороной дела: они прикрепляли свитки к умбиликам, полировали торцы свитков пемзой, изготовляли футляры и т. п. Насколько быстро работал римский «либрарий», можно увидеть из эпиграммы Марциала (II, 1), где сообщается, что 93 эпиграммы этой книги переписчик сумеет переписать за один час. Всего во второй книге 540 стихов. Следовательно, либрарий писал 9 стихов (строк) в минуту. Но здесь надо принимать во внимание, что строки стихов Марциала были очень короткими.
Скрипторий и книжная лавка обычно совмещались, их римским названием было лат. taberna libraria. Книжные лавки располагались в самых оживленных местах древнего Рима. В императорскую эпоху местом особенно оживленной книжной торговли была Туфельная улица, где располагались в большом количестве книжные лавки (Aul. Gell., N. A., XVIII, 4, 1; Galen., XIX, 9). Издавались не только новые книги. Наряду с новинками были востребованы переиздания; особенным спросом пользовались старые книги. Поэтому особые специалисты, так называемые «антикварии», старались точно воспроизвести высоко ценившиеся старинные издания. Сцены покупки книг в римской книжной лавке представил в «Аттических ночах» Авл Геллий (N. A., V, 4, 1—3). Он писал:

В праздник Сигилларий сидели мы однажды в книжной лавке, я и поэт Юлий Павел, муж учёнейший из всех, что на нашей памяти. Там были выставлены «Анналы» Фабия, прекрасные и подлинно древние книги. Хозяин лавки утверждал, что в них нет никаких ошибок. Однако какой-то грамматик из числа самых известных, привлеченный покупателем для просмотра покупаемых книг, заявил, что он нашел одну ошибку в книге. Напротив, либрарий готов был биться об заклад на любую сумму, если в книге отыщется хоть одна ошибка, в одной букве.— Пер. В. Г. Боруховича
Гораций упоминал книжную лавку Сосиев (по-видимому, братьев) в первой книге своих «Посланий» (Ep., I, 20). Он упоминал о них ещё раз в «Послании к Пизонам» («Об искусстве поэзии»), где говорится о том, что хорошая книга принесёт прибыль Сосиям и достигнет заморских стран. По мнению В. Г. Боруховича, «они были вольноотпущенниками знатного плебейского рода Сосиев Сенеционов, игравших видную роль в общественной жизни Рима (один из членов этого рода был даже консулом в далеком прошлом). Торговля книгами была прибыльным делом, и Сосии принадлежали к числу крупных деятелей римской книготорговли, как можно судить на основании того, что Гораций употребляет их имя в качестве нарицательного».

## «Тиражи» античного книгоиздания. Авторские гонорары
«Тиражи» книг, выпускаемых античными издателями, известны плохо. Из более поздних источников (например, писем Плиния Младшего) известно, что некий Регул выпустил в свет некролог своего безвременно умершего сына в количестве 1 000 экземпляров (IV, 7, 2). Один из «Авторов жизнеописаний Августов» сообщает, что император Тацит издал эдикт, согласно которому все библиотеки империи должны иметь сочинения его предка, историка Тацита.
Отношения книгоиздателя-торговца и автора остаются в значительной степени неизвестными. Источниками по этому предмету, кроме переписки Цицерона, могут служить эпиграммы Марциала (14 книг его эпиграмм вышли между 85 и 101 годами). В одной из них Марциал в шутливой форме описывал издание одной из этих книг (II, 6):
Что пристал ты ко мне с изданьем книжек?

Не прочел ты еще и двух страничек,

А уж смотришь, Север, в последний листик,

И зевать во весь рот ты начинаешь.

Это те эпиграммы, что ты слушал,

И скорей заносил ты на таблички;

Это те, что за пазухой таскал ты,

На пиры и в театр поодиночке;

Это те, или новые — получше.

Что за польза в таком мне тощем свитке,

Что не толще концов на книжной скалке,

Коль в три дня ты прочесть его не можешь…
Марциал называл имена нескольких своих издателей: Квинта Валериана Поллия, издававшего самые ранние произведения поэта (I, 113), и вольноотпущенника Секунда, издававшего эпиграммы Марциала свитками очень небольшого формата (I, 2). Третьим был Атрект, чью лавку Марциал описал (I, 177):
…………

Постоянно ты ходишь Аргилетом:

Против форума Цезаря есть лавка,

Косяки у неё все в объявленьях.

Там ты мигом прочтешь о всех поэтах,

И спросить не успеешь ты Атректа

(Так хозяин зовется этой лавки),

С первой иль со второй подаст он по́лки

Отскобленного пемзой и в порфире,

Пять денариев взявши, Марциала.

«Да не стоишь того!» — Ты прав, не спорю.
Дважды Марциал упоминал торговца книгами Трифона (XIII, 3; IV, 72). У Марциала же приводятся указания на стоимость его книг. Она колебалась от 5 денариев (то есть 20 сестерциев) до 4 сестерциев (I, 117; XIII, 3). Однако неясно, получал ли он авторский гонорар за проданные книги. В эпиграмме (XII, 46) содержится намёк на коммерческий характер его деятельности. Авторский процент от продаж книг совершенно неизвестен. Гораций в своих сатирах говорит о себе: «Дерзкая бедность заставила меня писать стихи» (I, 4, 71).